# Тоадере Каптарь
Тоадере Каптарь (румунською: Toadere Captari) (нар. 14 квітня 1923 — † 25 вересня 1995) — відомий румунський рапсод, інструменталіст і народний умілець з села Костичани,Чернівецької області, Україна. Засновник та художній керівник оркестру народних інструментів «Ізвораш», розформованого у 2018 році.

## Міжвоєнний період
Тоадере Каптарь народився 14 квітня 1923 року в селі Костичани в родині румунських селян Костантіна та Татяни Каптарь. Період, у який він народився, був відзначений економічною та соціальною нестабільністю, але це не завадило його родині культивувати середовище, багате традиціями та культурними цінностями. З раннього віку Тоадере познайомився з народною музикою, невід’ємним елементом румунської сільської громади.
З раннього віку Тоадере Каптарь почав проявляти свій музичний талант. Захоплений звуками народних інструментів, він почав створювати власні імпровізовані інструменти, використовуючи різні ресурси господарства. Цей природний талант був помічений його батьками, які, незважаючи на фінансові труднощі, купили йому акордеон на ярмарку в м. Дарабань. Це була його перша серйозна взаємодія з музичним інструментом і відправна точка в його видатній кар'єрі.
У віці 12 років Тоадере Каптарь почав брати участь у музичних заходах, організованих у культурному центрі "Імператор Траян" у Костичанах. Тут він мав можливість навчитися грати на акордеоні, а згодом і на скрипці під керівництвом місцевих майстрів, таких як Георге Мунтяну та Епіфаніє Супокойний. Священик Іоан Нікіта Кіріяк із сусіднього села Ванчиківці відіграв важливу роль у його музичному навчанні, навчивши його вдосконалювати гру на скрипці.
З часом Тоадере Каптарь опанував також різні духові інструменти: сопілку, най, окарину (які він майстрував власноруч), трубу та інші духові інструменти.
У віці близько 15 років Тоадере Каптарь почав грати в оркестрі, організованому професором Епіфанієм Супокойним. Відзначимо, що музичний колектив був створений для збагачення звукової палітри хору культурного центру, яким керував директор Георге Мунтяну.
У 1938 році Тоадере Каптарь разом із цим хором взяв участь у Національному конкурсі сільської хорової музики в Бухаресті, організованому Королівським культурним фондом "Принц Кароль". Колектив, очолюваний професором Георге Мунтяну, здобув перше місце у категорії "Автентичність румунського національного костюма" та друге місце за хорове виконання. Цей успіх стимулював Тоадере до продовження музичної кар'єри.

## Післявоєнний період
Друга світова війна принесла радикальні зміни в житті Тоадеря Каптаря. Музичні заняття були раптово перервані, і Тоадере був змушений навчитися кравецької справи в Дарабанах, Румунія, щоб заробляти на життя. Хоча війна тимчасово призупинила його музичну кар'єру, його пристрасть до музики залишилася незмінною.
Після війни, повернувшись до рідного села, Тоадере Каптарь відновив свою музичну діяльність. У 1946 році Тоадере одружився з молодою кравчинею Євгенією Унгуряну, з якою поділяв і радощі, і біди життя. У них було двоє дітей – син Георге та дочка Лілія.
У 1948 році, з метою збереження та популяризації народної музики, Тоадере Каптарь заснував легендарний оркестр народної музики "Ізвораш" – перший румунський народний ансамбль у Чернівецькій області після війни, з сильним корінням у традиціях старого молдовського тарафа.
Оркестр "Ізвораш" став відомим своїми виконаннями румунської народної музики, був запрошений на різні фестивалі та національні й міжнародні конкурси. Оркестр багато разів виступав на радіо і телебаченні, сприяючи популяризації традиційної румунської музики. Серед перших солістів оркестру була і Софія Ротару, яка дебютувала в цьому колективі перед тим, як стати міжнародною зіркою.
У 1953 році в Костичанах відкривається новий будинок культури. Першим директором закладу був Гуцу Григорій Афанасійович, а Тоадере Каптаря призначили художнім керівником.
У 1960 році, а також у наступні роки, Тоадере Каптарь, завдяки своїм численним художнім заняттям і ностальгії за вчителем Георге Мунтяну, організовує змішаний хор приблизно з 50 хористів, кілька вокальних груп чоловіків і жінок, жіночий вокальний ансамбль, флейтистів, танцювальний колектив, духовий оркестр, а згодом і сільську фанфару.
Оркестр "Ізвораш" завжди користувався визнанням і шануванням. Були часи, коли ансамбль під керівництвом Каптаря давав до 50 концертів на рік, з широкою географією виступів.
У 1964 році Оркестр народної музики "Ізвораш" узяв участь у відкритті регіонального телебачення в Чернівцях з першої студії у Цецині, де була встановлена передавальна антена. В той час був проведений перший телевізійний концерт з Чернівецької області для Київського телебачення, у якому брав участь оркестр "Ізвораш" з Костичан під керівництвом Тоадере Каптаря.
Мелодії народних пісень, виконані колективом, почали все частіше звучати у програмах Чернівецького радіо і пізніше на Державному обласному телебаченні. Разом з оркестром та вокальною групою Тоадере Каптарь був запрошений на різноманітні районні та обласні фестивалі.
Під керівництвом Тоадере Каптаря оркестр "Ізвораш" здобув безліч нагород і виступав по всьому Радянському Союзу (Україна, Молдова, Росія), а також у Румунії та Німеччині. Оркестр став символом румунської культурної ідентичності, беручи участь у важливих культурних подіях.
У 1972 році оркестр "Ізвораш" отримав почесний статус "Народний колектив" завдяки високому рівню виконання народних пісень.
Тоадере Каптарь взяв участь навіть у Всесвітньому фестивалі молоді та студентів у Берліні, а у 1980 році члени оркестру "Ізвораш" зустріли Олімпійський вогонь у селі Мамалига.

## Педагогічна діяльність. Майстер  народних музичних інструментів
Паралельно зі своєю художньою діяльністю, Тоадере Каптарь був гарячим прихильником музичної освіти.
29 травня 1959 року він отримав сертифікат про закінчення Чернівецького музичного інституту. На випускних іспитах він вразив педагогів, майстерно граючи на акордеоні, сопілці, скрипці та наї.
В результаті він здобув кваліфікацію диригента хору та сольного виконавця на домрі. Це дало йому можливість відкрити у Костичанах філію Новоселицької музичної школи з класами скрипки, акордеона, фортепіано, цимбал та духових інструментів, ставши директором цієї філії та водночас викладачем класу скрипки. Завдяки його освітнім зусиллям було підготовлено покоління молодих музикантів, які сприяли збереженню румунських музичних традицій.
Тоадере Каптарь захоплювався мистецтвом виготовлення музичних інструментів ще з дитинства. Будучи відомим майстром народних аерофонних інструментів у регіоні від Новоселиці до Єдинець і Герци, до нього додому приїжджали замовляти інструменти елітні артисти з Молдови та Румунії.
Серед тих, хто замовляв наї, сопілки та окарини, був відомий музикант і диригент Думітру Блажіну, родом з Перерити. Тоадере Каптарь допоміг йому вдосконалити майстерність гри на скрипці та акордеоні. Він уперше запропонував йому уроки гри на наї і подарував один із найкращих інструментів, зроблених ним, який у 1969 році Думітру Блажіну передав Василю Йову, майбутньому майстру гри на наї, відкривши таким чином шлях до формування справжньої школи гри на наї в колишній Молдавській РСР. Плідна співпраця між Тоадере Каптарем і Думітру Блажіну благотворно вплинула на діяльність обох музикантів.
Варто зазначити, що видатний румунський наїст Георге Замфір, міжнародна знаменитість у цій галузі, також грав на наях, виготовлених Тоадере Каптарем з Костичан. Саме виготовлення музичних інструментів принесло Тоадере Каптарю визнання його таланту.
У червні 1970 року на виставці в Кишиневі комісія, призначена Міністерством культури, присудила Тоадере Каптарю почесне звання "Народний майстер Молдавської РСР" за збереження цього традиційного мистецтва.
Посвідчення, що підтверджує це звання, зберігається в Музеї історії та етнографії села Костичани.

## Смерть
За три роки до виходу на пенсію, 19 серпня 1980 року, за всю свою артистичну кар'єру та за видатні успіхи у просуванні та збереженні місцевої музичної культури, Тоадере Каптарь був нагороджений почесним званням «Заслужений працівник культури УРСР».
25 вересня 1995 року, після важкої хвороби, серце віртуозного рапсода перестало битися. Але пам'ять і великодушність майстра залишилися живими в пам'яті тих, хто його знав.

## Спадщина та культурний вплив
Тоадере Каптарь залишив неперевершену культурну спадщину. Його участь у оркестрі "Ізвораш" та вклад у музичну освіту справили тривалий вплив на румунську громаду Чернівецької області.
22 травня 2013 року на будівлі Будинку культури с. Костичани була відкрита меморіальна дошка. Ця подія співпала з 90-ю річницею з дня народження рапсода. 
У 2023 році, на відзначення 100-річчя від дня його народження, Культурне товариство „Валя Прутулуй” організувало дві події, приурочені до пам'яті видатного культурного діяча. Для вшанування його спадщини 13 квітня 2023 року у Свято-Миколаївській церкві с. Костичани відбулася панахида, а 18 квітня 2023 року в Ліцеї імені „Іон Ватаману” відбувся святковий концерт, приурочений його пам'яті.
Тоадере Каптарь запам'ятався як артист, що мав глибоке віддання своєму мистецтву, високоосвічений вчитель і оберігач музичної спадщини. Його внесок суттєво вплинув на культурну ідентичність румунської громади Чернівецької області, забезпечивши, що румунська народна музика продовжить бути шанованою для наступних поколінь.
У 2023 році видавництво "Проспексі" з міста Дорохой (Румунія) опублікувало книгу "Тоадере Каптарь: неперевершений рапсод з Прутської Долини (100 років від дня народження)", написану Сергієм Барбуцею, головою Культурного товариства "Валя Прутулуй".
У книзі висвітлено значні етапи життя артиста, починаючи з його музичної кар'єри до офіційного визнання у 1970 році, коли йому було присвоєно звання "Народний майстер Молдови", та у 1980 році, коли він отримав звання "Заслужений працівник культури України". Книга також містить багату колекцію фотографій, які ретельно зібрані автором, і пропонує читачам повну картину музично-мистецького феномену села Костичани, вшановуючи всіх, хто сприяв просуванню та зміцненню національної культури.